# Bittium (entreprise)
Bittium Oyj est une société dont les activités sont liées au développement de solutions de communication et de connectivité sécurisées.
Elle est cotée à la Bourse d'Helsinki en Finlande.

## Histoire
En novembre 2016, Bittium a annoncé son développement dans le domaine des produits et services de technologie de la santé. La première étape de ce développement d'activités esté l'acquisition le 10 novembre 2016 de Mega Elektroniikka Oy, une entreprise spécialisée dans la mesure et la surveillance des biosignaux.

## Solutions et services
Les solutions de Bittium sont:
- Dorsale IP sans fil (Bittium Tactical Wireless IP Network)
- Produits VoIP pour la communication tactique (Bittium Tough VoIP)
- Plateforme basée sur Android (Bittium Specialized Device Platform)
- Smartphone à des fins gouvernementales (Bittium Tough Mobile)
- Solutions pour le télétravail (Bittium SafeMove)

Bittium propose également une large gamme de services de R&D tels que le conseil, l'intégration, le développement de matériel et de logiciels liés aux dernières technologies et applications sans fil.